# 哈普克參數
哈普克參數（英語：Hapke parameters）是常用來描述太陽系中無大氣層天體表面的表岩屑定向反射性質半經驗模型中的一組參數。該組參數是由美國匹茲堡大學行星科學家布魯斯·哈普克提出。

## 內容
哈普克參數的所有參數如下：
1. {\displaystyle {\bar {\omega }}_{0}} — 單散射反照率，這是相對於總消光量（也包含吸收）的比例，是針對小顆粒散射光的狀態。即 {\displaystyle K_{s}/(K_{s}+K_{a})}，{\displaystyle K_{s}} 是散射係數，{\displaystyle K_{a}} 則是吸收係數[2]。
2. {\displaystyle h} — 相對效應的寬度。
3. {\displaystyle B_{0}} 或 {\displaystyle S_{0}} — 相對效應的強度。
4. {\displaystyle P_{0}} 或 g — 顆粒相函數參數，也稱為非對稱因子。
5. {\displaystyle \theta } — 有效表面傾斜角，也稱為宏觀粗糙角。

哈普克參數可用來推算其他種的反照率和散射性質，例如幾何反照率、球面反照率。